# 小島昭彦
小島 昭彦（こじま あきひこ、1957年10月22日 - 2010年4月）は、北海道出身のプロゴルファー。

## 来歴
1984年・1985年・1999年には道東オープンを制し、1989年・1990年には北海道プロ選手権を連覇。
1987年の北海道オープンでは最終日に自力を発揮し69をマークした鷹巣南雄と通算4オーバーで並ぶが、プレーオフで小島が3ホール目にパーを死守して初優勝を手にした。
1988年の北海道オープンでは初日を山田博士と並んでの12位タイでスタートし、2日目には高見和宏・内田袈裟彦に並んでの11位タイで、3日目に67をマークして5位に浮上し、最終日には高橋完・高橋勝成・佐藤正一・上原宏一に次ぐ5位に留まった。
1989年には水戸グリーンオープンで磯崎功・市川幹雄を抑えて太田慶治の2位に入り、1996年の札幌とうきゅうオープンを最後にレギュラーツアーから引退。
北見オープンでは2000年に6位、2001年には5位に入った。
2010年4月死去。

## 主な優勝
- 1984年 - 道東オープン
- 1985年 - 道東オープン
- 1987年 - 北海道オープン
- 1989年 - 北海道プロ
- 1990年 - 北海道プロ
- 1999年 - 道東オープン